# 権現山 (各務原市)

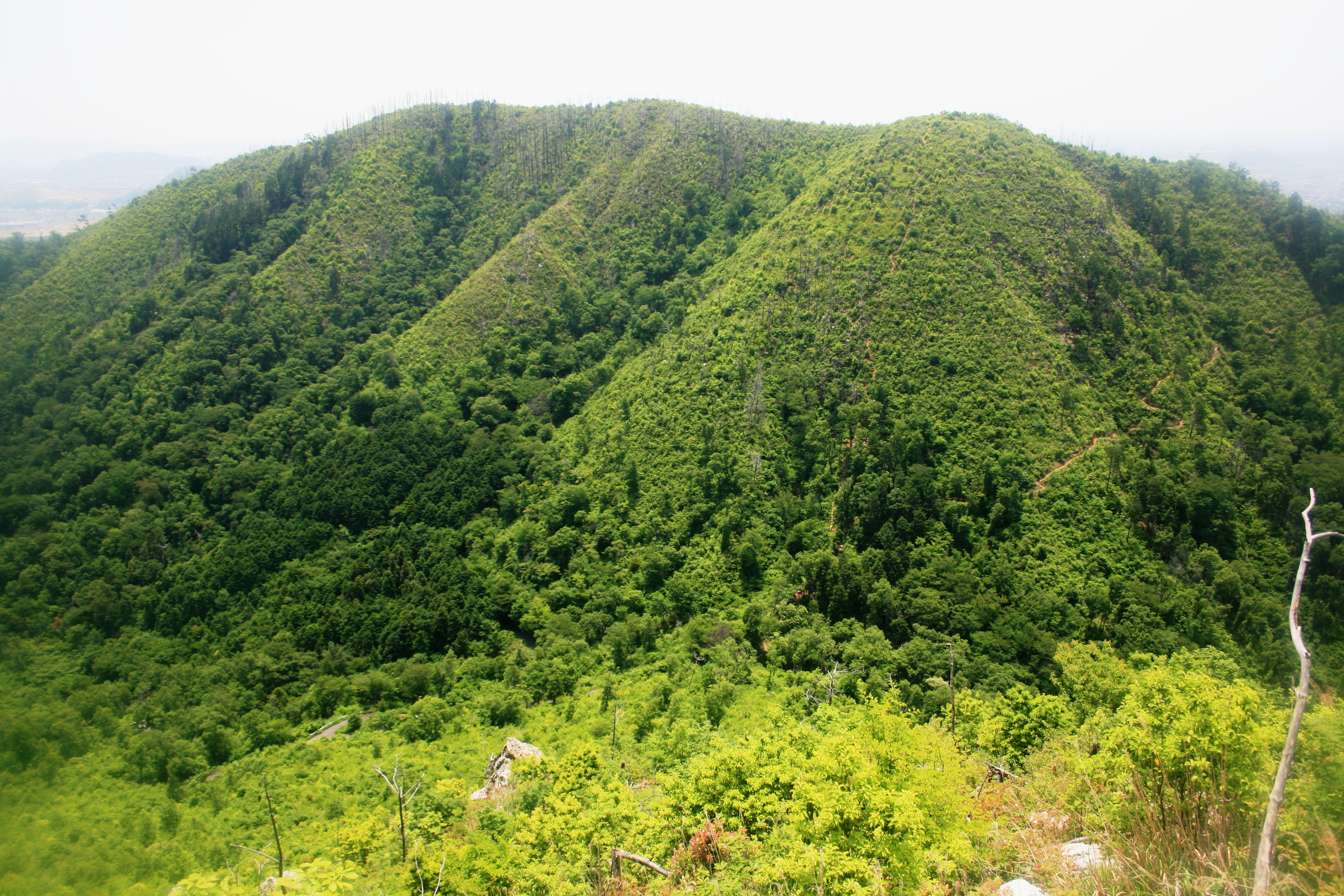
岐阜権現山から望む各務原権現山

権現山（ごんげんやま）は、岐阜県各務原市と岐阜市にまたがる標高317mの山。濃尾平野の最前線にある。周辺にある岐阜権現山（芥見権現山）と尾崎権現山と区別するために、各務原権現山と呼ばれることがある。

## 概要
東海北陸自動車道各務原トンネルが山頂の近く西側の山腹を貫通し、南側の山麓にはゴルフ場（岐阜カンツリークラブ）がある。森林ボランティアによる緑化が行われている。
東部の一部は土砂採取が行われていた。土砂採取後の跡地は造成され、山崎工業団地となっている。

### 年表
- 2002年（平成14年）4月5日 - 林野火災が発生。被害面積は410ha以上。
- 2008年（平成20年）3月31日 - 親子連れのツキノワグマが登山者により発見される。猟友会に捕獲を依頼。

## 登山道
各方向からの登山道が整備されている。南側からは、各務原市が整備した各務原アルプスハイキングコース（蘇原自然公園遊歩道）がある。
山頂には、東屋の展望台などが設定されていて、濃尾平野、乗鞍岳、御嶽山などが望める。
山頂には多賀神社があり、その直下の南側には階段状の参道が整備されている。山頂から北西に尾根が延び、標高308mの北山がある。その北側には、標高174mの老洞峠を挟んで権現山 (岐阜市)（標高316.52m、二等三角点、点名は芥見村）がある。その峠を東西に通過する東海自然歩道がある。春先に登山道周辺ではヤマツツジ、ショウジョウバカマ、スミレなどの花々が見られる。

### コース一覧
蘇原自然公園からのコース
蘇原自然公園 - 伊吹の滝（不動明王） - 送電線巡視路分岐 - 北山展望台（東屋） - 多賀神社参道 - 権現山
南登山口からのコース
南登山口 - 東登山口との合流点 - 権現山二ツ岩 - 多賀神社参道 - 権現山
東登山口からのコース
東登山口 - 南登山口との合流点 - 権現山二ツ岩 - 多賀神社参道 - 権現山
老洞峠からのコース
老洞峠（東海自然歩道） - 北山 - 権現山（北山より下部には、直登コースと巻道コースがある。）

## 周辺の山
- 各務原アルプス
- 北山
- 権現山 (岐阜市)
- 尾崎権現山
- 尾崎三峰山
- 金華山
- 各務山
- 三井山
- 伊木山